# Homatula nanpanjiangensis
Homatula nanpanjiangensis és una espècie de peix de la família dels balitòrids i de l'ordre dels cipriniformes.

## Morfologia
- Fa 9,1 cm de llargària màxima.
- Es diferencia de totes les altres espècies del mateix gènere (llevat d'Homatula wujiangensis i d'Homatula oligolepis) per tindre un cos gairebé sense escates; d'H. wujiangensis per tindre la línia lateral completa (vs. incompleta) i una menor cresta dorsal, la qual s'estén fins a la línia vertical de l'origen de l'aleta anal, i d'H. oligolepis per posseir un peduncle caudal menys esvelt, franges regulars al cos (vs. marques clarament vermiformes), el nombre de radis ramificats a l'aleta dorsal (81/2 contra 91/2) i el nombre de vèrtebres (4+36-38 vs. 4+39-41).[5][6][3]

## Hàbitat i distribució geogràfica
És un peix d'aigua dolça, demersal i de clima subtropical (25°N-24°N), el qual viu a la Xina.

## Observacions
És inofensiu per als humans.